# Elfleda di Whitby
Elfleda di Whitby, o in inglese Ælfflæd of Whitby (654 – 713), fu badessa dell'Abbazia di Whitby. È venerata come santa dalla Chiesa cattolica e dalla Comunione anglicana.
Era figlia di Oswiu, re di Northumbria e della sua consorte Eanflæd (anch'essa venerata come santa).

## Biografia
Gran parte della sua vita Elfleda la visse come monaca. Quando aveva circa otto anni, il padre, in ringraziamento della vittoria su Penda di Mercia a Winwaed, affidò Elfleda a Ilda di Whitby perché la educasse presso l'Abbazia di Hartlepool.
Quando Ilda si trasferì a Whitby, per fondarvi l'omonima abbazia, nel 657 o 658, portò con sé Elfleda.
Come la madre Enfleda, Elfleda fu molto vicina a Vilfrido di York ed ebbe un ruolo determinante nell'accordo con il quale nel 705 suo nipote Osred, figlio di Aldfrith di Northumbria, fu posto sul trono di Northumbria. Ella fu una figura politica rilevante dalla morte del fratello Ecgfrith di Northumbria, avvenuta nel 685, fino alla propria morte.
Alla morte di Ilda di Whitby (680), divenne badessa di quest'abbazia insieme alla madre Eanflæd e alla morte di quest'ultima (704), ne rimase badessa fino alla propria morte.

## Culto
La sua pietà era molto apprezzata dai contemporanei quali Beda il Venerabile ed  Eddius. Beda scrive del suo elevato livello di santità e devozione, mentre Eddius la definisce consolatrice dell'intero regno e sua miglior consigliera. Alla sua morte la sua salma venne inumata a Whitby.
Ella venne considerata santa e la sua memoria viene celebrata fin da allora l'8 febbraio.
Ci è pervenuta una tardiva agiografia, la Vita sanctae Elfledae, che è raccolta nella Nova Legenda Angliae del 1516, di John Capgrave.